# Kleine Mühle (Halbe)

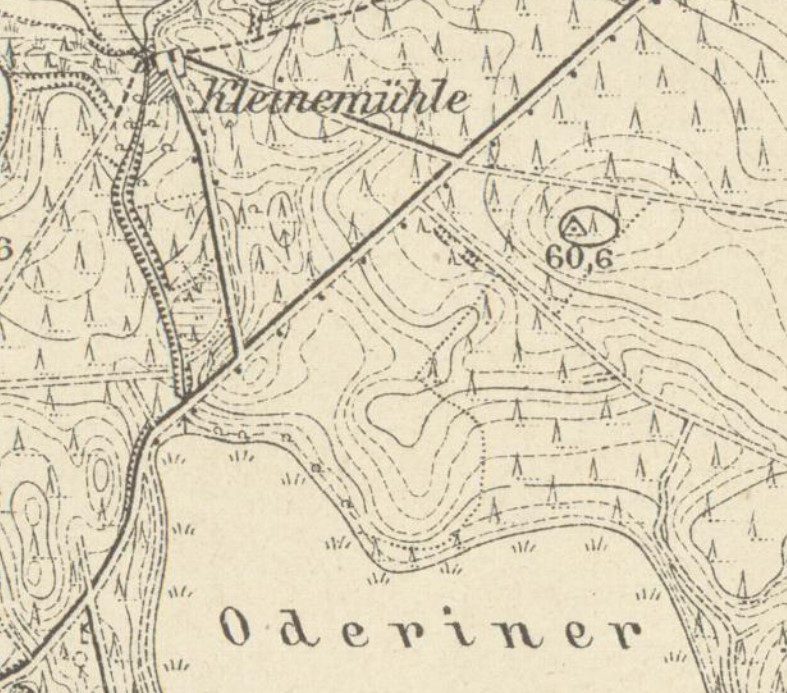
Ehemalige Kleine Mühle, Ausschnitt aus dem Messtischblatt Bl. 3948 Oderin von 1902

Die Kleine Mühle, ursprünglich Neue Mühle, war eine Wassermühle und ein Wohnplatz am Oderiner Seegraben, einem künstlichen Nebenfließ der Dahme, im Ortsteil Oderin der Gemeinde Halbe im Landkreis Dahme-Spreewald (Brandenburg). Eine Wassermühle in Oderin ist erstmals urkundlich 1546 dokumentiert. Ob es sich dabei jedoch schon um eine Vorgängermühle der Kleinen Mühle handelte, ist unklar. Die spätere Kleine Mühle ist erstmals im Schmettauschen Kartenwerk von 1767/87 dokumentiert. Der Wohnplatz war 1918 noch vorhanden, muss dann in den folgenden Jahrzehnten abgebrochen oder verfallen sein. 1938 existierte der Wohnplatz nicht mehr.

## Lage
Die Kleine Mühle lag am Oderiner Seegraben, knapp 900 Meter nordöstlich vom Ortskern von Oderin, etwa 2,6 km südwestlich von Märkisch Buchholz und etwa 2,3 km südöstlich von Halbe. Der Oderiner Seegraben ist ein künstlicher Wasserlauf vom Oderiner See nach Norden zur Dahme.
Der Standort der verschwundenen Kleinen Mühle ist heute nur noch über Waldwege von der kleinen Verbindungsstraße Oderin – Märkisch Buchholz zu erreichen, die in der Nähe des Oderiner Sees nach Norden in ein Waldgebiet führen. Die ehemalige Kleine Mühle und ihre Umgebung liegen im Naturschutzgebiet Mahnigsee-Dahmetal.

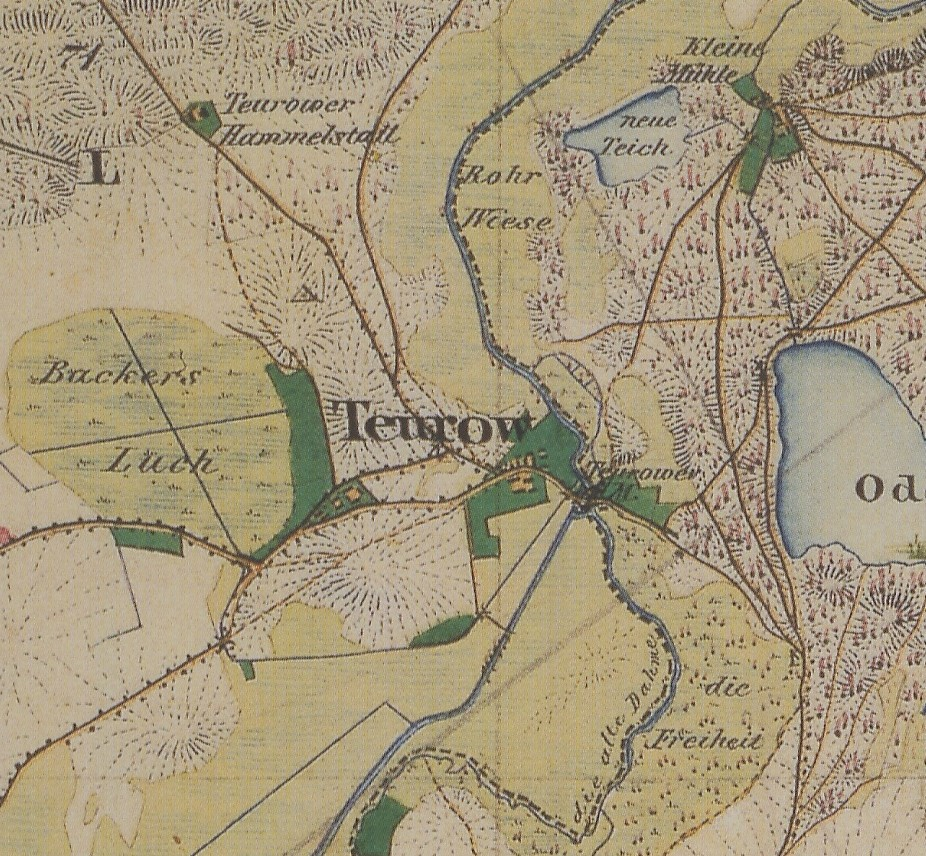
Teurow, Ausschnitt aus dem Urmesstischblatt 3948 Oderin von 1841 mit Verlauf der alten Dahme

## Geschichte
Der Ort Oderin gehörte wie auch das benachbarte Briesen zum Luckauischen Kreis der Niederlausitz; beide Orte ragten wie ein Keil in das Gebiet der Mark Brandenburg hinein. Erst 1815 kam dieses Gebiet mit der Niederlausitz an Brandenburg. Beide Orte gehörten ursprünglich zur Herrschaft Golßen, die 1439 an die Familie von Stutterheim kam. Durch Erbteilungen und Verkäufe wurde diese Herrschaft immer weiter zersplittert und verlor schließlich ihren Charakter als Herrschaft. Oderin blieb bis um 1650 im Besitz von zwei Linien der von Stutterheim. 1650 und 1651 konnte Hans Ernst von Schlieben die beiden Anteile erwerben. Die von Schlieben blieben bis um 1840 im Besitz von Oderin. Danach kam Oderin in den Besitz der Lederfabrikanten Spitta, vier Brüder aus Brandenburg an der Havel. 1857 kaufte der Amtmann Krause das Rittergut Oderin. 1879 besaß es ein gewisser Stoehr. 1885 gehörte das Rittergut Oderin dem Landrat a. D. Emil Voerster, 1896 dem Rittmeister Schmidt, und 1903 schließlich dem Oberleutnant Hermann Roth. Um 1910 wechselte der Besitz zu Friedrich Neumann, 1914 ist als neuer Besitzer Karl Oskar Schmieder genannt, der bis mindestens 1929 das Gut in Oderin bewirtschaftete.
Die Kleine Mühle lag im äußersten, nördlichen Zipfel dieses Keils der Niederlausitz hart an der Grenze zum Teltowischen Kreis der Mark Brandenburg auf der Feldmark (bzw. später Gemarkung) Oderin. Sie ist erstmals im Schmettauschen Kartenwerk von 1767/87 dokumentiert, hier als Neue M. eingezeichnet. Auch die Topographisch-militärische Karte von Sachsen hat die Wassermühle unter dem Namen Neue M., zeichnet sie aber irrtümlich gerade außerhalb der Grenze der Niederlausitz ein. Die Nennung einer Wassermühle in Oderin 1546 lässt sich nicht sicher auf die Kleine Mühle beziehen, zumal sie bei den ersten Nennungen als Neue Mühle bezeichnet wird. Außerdem ist sehr unwahrscheinlich, dass der Oderiner Seegraben vom Oderiner See zur Dahme damals schon existierte.
1818 war die Oderiner Kleinmühle ein Vorwerk mit 4 Feuerstellen und 16 Bewohnern. Im Urmesstischblatt 3948 Oderin von 1841 ist neben den Mühlengebäuden ein weiteres größeres Gehöft eingetragen, wohl das Vorwerk.
1844 ist nur das Dorf Oderin mit einer Windmühle und einem Winzerhaus erwähnt. Auch das Topographisch-statistische Handbuch des Regierungs-Bezirks Frankfurt a. O. von 1867 erwähnt die Kleine Mühle nicht.
Der Wohnplatz Kleine Mühle ist aber noch auf der Topographischen Karte 1:25.000 Bl. 3948 Oderin von 1902 (Aufnahme der Karte 1901) eingezeichnet. Arnošt Muka erwähnt den Abbau Kleine Mühle sogar noch in seiner Arbeit von 1918. Danach wurde der Wohnplatz aufgegeben oder abgebrochen. Wann genau, ließ sich nicht ermitteln. Die Kleine Mühle fehlt dann in der Topographischen Karte 1:25.000 Bl. 3948 Oderin (Ausgabe von 1945, mit Berichtigungen bis 1938), d. h. der Wohnplatz wurde zwischen 1918 und 1938 aufgegeben.
Oderin wurde in der Kreisreform von 1952 in der damaligen DDR dem neu gebildeten Kreis Königs Wusterhausen zugeordnet. In der Kreisreform von 1993 wurde dieser Kreis mit zwei anderen Kreisen zum neuen Landkreis Dahme-Spreewald vereinigt. Oderin wurde schließlich zum 26. Oktober 2003 in die Gemeinde Halbe eingemeindet und ist seither ein Ortsteil von Halbe. Die Gemeinde Halbe ist Teil der Verwaltungsgemeinschaft Amt Schenkenländchen.

## Mühlengebäude und wasserbauliche Anlagen
Von den Gebäuden der Kleinen Mühle am Oderiner Seegraben sind nur noch Steinhaufen und Fundamentreste vorhanden. Am Standort der Kleinen Mühle fand Maria-Sofie Rohner noch Ziersträucher und Obstbäume. Staudenfluren aus Großer Brennnessel (Urtica dioica), Giersch (Aegopodium podagraria) und Wiesen-Kerbel (Anthriscus sylvestris) weisen auf immer noch nährstoffreiche(re) Böden hin.
Der heutige vom Oderiner See zur Dahme ziehende Teil des Oderiner Seegrabens wurde künstlich angelegt. Während der Seespiegel des Oderiner Sees etwa bei 42 m liegt, fließt die Dahme bei der Einmündung des Oderiner Seegrabens auf etwa 39 m. Im Digitalen Geländemodell ist der Mühlenteich noch als Senke vor dem Damm beim Standort der ehemaligen Kleinen Mühle erkennbar. Im Urmesstischblatt 3948 Oderin von 1841 ist etwas weiter westlich ein größerer Teich, der neue Teich genannt, eingezeichnet, der durch einen heute trockenen, künstlichen Graben mit dem Mühlenteich verbunden war. Nach Maria-Sofie Rohner entstand der Teich wahrscheinlich durch Torfstich und wurde vermutlich als Fischteich genutzt. Ein weiterer ehemaliger kleiner Teich oberhalb der Kleinen Mühle, der mittlerweile mit einem nassen Erlenwald bewachsen ist, diente vielleicht als Reservemühlenteich in trockenen Zeiten, wenn der Oderiner Seegraben wenig Wasser führte.